# The Husky
THE HUSKY (ザ・ハスキー) é uma banda de rock japonês formada em outubro de 2007. A banda originalmente foi formada com Yuki Maeda, ex-Whiteberry, como vocalista, LEVIN, ex-La'cryma Christi como vocalista, Yasuaki Miyaji como guitarrista e Sunao Nakamura no baixo. O grupo é reconhecido por possuir um som versátil e vocais fortes. No início o grupo fez shows na região de Tóquio.
Em 2008 o grupo lançou o primeiro EP, HUSKY, com seis faixas. Quando a banda estava prestes a lançar seu segundo EP, Bordeline, em novembro do mesmo ano, Yasuaki Miyaji e Sunao Nakamura saem da banda. Em fevereiro de 2009, Kiyoshi entra como o novo baixista.
Em 3 de março de 2010 é lançado o álbum 3, esse nome foi escolhido para representar os três integrantes da banda.

## Formação

### Formação atual
- Yuki Maeda (前田由紀) – Vocalista[1]
  - ex-Whiteberry[7]
- LEVIN – Baterista[1]
  - ex-La'cryma Christi[7]
- Kiyoshi (清) – Baixista[1]

### Ex-integrantes
- Miyaji Asuaki (宮路ヤスアキ) - Guitarrista
- Nakamura Sunao (中村すなお) - Baixista

## Discografia

### Mini-álbum

#### HUSKY (23 de abrilde2008)[5]
Faixas:
| Nº da Faixa | Música         |
| ----------- | -------------- |
| 1           | (ストーリー)   |
| 2           | (ひとりぼっち) |
| 3           | not control    |
| 4           | (土)           |
| 5           | (意味)         |
| 6           | (ぬくもり)     |

#### Bordeline (5 de novembrode2008)[5]
Faixas:
| Nº da Faixa | Música           |
| ----------- | ---------------- |
| 1           | Borderline       |
| 2           | (カラーの世界)   |
| 3           | (アイ ドン ノー) |
| 4           | (部屋)           |
| 5           | (サイン)         |
| 6           | (330)            |

### Álbum

#### 3 (3 de marçode2010)[4]
Faixas:
| Nº da Faixa | Música                 |
| ----------- | ---------------------- |
| 1           | (青の世界)             |
| 2           | (なんのことやら)       |
| 3           | (僕の言葉)             |
| 4           | (とうきょう)           |
| 5           | (生きたまま、そのまま) |
| 6           | (うそ泣き)             |
| 7           | (うもれゆけ)           |
| 8           | (こころふたつ)         |
| 9           | (心の海)               |
| 10          | (鏡)                   |